# Matthias Brändle
Matthias Brändle (Hohenems, 7 december 1989) is een voormalig Oostenrijks wielrenner.

## Carrière
In 2009, 2013, 2014, 2016, 2018 en 2019 werd hij Oostenrijks kampioen tijdrijden en in 2016 werd hij ook Oostenrijks kampioen op de weg.
In 2014 werd hij houder van het werelduurrecord met een afstand van 51,852 km. Hij verbrak op de wielerbaan van Aigle het record van Jens Voigt (51,115 km). Hij verloor zijn record op 8 februari 2015 aan Rohan Dennis.

## Overwinningen
2009
 Oostenrijks kampioen tijdrijden, Elite
2010
Raiffeisen Grand Prix
2011
Sprintklassement Ronde van Romandië
2012
2e etappe deel B Internationale Wielerweek (ploegentijdrit)
GP Stad Zottegem
2013
Sprintklassement Ronde van Romandië
 Oostenrijks kampioen tijdrijden, Elite
Bergklassement Ronde van de Ain
Ronde van de Jura
2014
Ronde van Bern
 Oostenrijks kampioen tijdrijden, Elite
5e etappe Ronde van Groot-Brittannië
6e etappe Ronde van Groot-Brittannië
2015
6e etappe Ronde van Oman
Proloog Ronde van België
2016
 Oostenrijks kampioen tijdrijden, Elite
 Oostenrijks kampioen op de weg, Elite
2017
3e etappe Ronde van België
2e etappe Hammer Sportzone Limburg
4e etappe Ronde van Denemarken
2018
 Oostenrijks kampioen tijdrijden, Elite
2019
 Oostenrijks kampioen tijdrijden, Elite
Proloog Ronde van Estland
Proloog Ronde van het Taihu-meer
2020
 Oostenrijks kampioen tijdrijden, Elite
2021
1e etappe deel B Internationale Wielerweek (ploegentijdrit)
 Oostenrijks kampioen tijdrijden, Elite

## Resultaten in voornaamste wedstrijden
| Jaar | Ronde van Italië | Ronde van Frankrijk | Ronde van Spanje |
| ---- | ---------------- | ------------------- | ---------------- |
| 2010 | 90e              |                     |                  |
| 2011 |                  |                     | 155e             |
| 2012 | 111e             |                     |                  |
| 2013 |                  |                     |                  |
| 2014 |                  |                     |                  |
| 2015 |                  | 156e                |                  |
| 2016 | opgave           |                     |                  |
| 2017 |                  |                     |                  |
| 2018 |                  |                     | 158e (laatste)   |
| 2019 |                  |                     |                  |
| 2020 | 126e             |                     |                  |
| 2021 | 130e             |                     |                  |
| 2022 | 147e             |                     |                  |

| Jaar | Milaan-San Remo | Gent-Wevelgem | Ronde van Vlaanderen | Parijs-Roubaix | Amstel Gold Race | Luik-Bast.‑Luik | Ronde van Lombardije | Waalse Pijl |  | WK op de weg |  | Wereldranglijsten |
| ---- | --------------- | ------------- | -------------------- | -------------- | ---------------- | --------------- | -------------------- | ----------- |  | ------------ |  | ----------------- |
| 2010 |                 | opgave        |                      |                | opgave           |                 |                      |             |  |              |  |                   |
| 2011 | opgave          |               |                      |                |                  |                 |                      |             |  |              |  |                   |
| 2012 |                 |               |                      |                |                  |                 |                      |             |  | 105e         |  |                   |
| 2013 |                 |               |                      |                | 78e              | 94e             | opgave               | 118e        |  | opgave       |  |                   |
| 2014 |                 |               |                      |                | 74e              | 92e             |                      |             |  | 53e          |  |                   |
| 2015 |                 | opgave        | opgave               | opgave         |                  |                 |                      |             |  |              |  |                   |
| 2016 |                 |               |                      | buit.tijd      |                  |                 |                      |             |  |              |  |                   |
| 2017 |                 |               |                      | opgave         |                  |                 |                      |             |  |              |  | 357e (UWT)        |
| 2018 |                 |               |                      |                |                  |                 |                      |             |  |              |  |                   |
| 2019 | 133e            |               |                      |                |                  |                 |                      |             |  |              |  |                   |
| 2020 |                 |               |                      |                |                  |                 |                      |             |  |              |  |                   |
| 2021 | 107e            |               |                      |                |                  |                 |                      |             |  |              |  |                   |
| 2022 | 83e             | opgave        |                      |                |                  |                 |                      |             |  |              |  |                   |

## Ploegen
- 2008 –  Team Ista
- 2009 –  ELK Haus
- 2010 –  Footon-Servetto
- 2011 –  Geox-TMC
- 2012 –  Team NetApp
- 2013 –  IAM Cycling
- 2014 –  IAM Cycling
- 2015 –  IAM Cycling
- 2016 –  IAM Cycling
- 2017 –  Trek-Segafredo
- 2018 –  Trek-Segafredo
- 2019 –  Israel Cycling Academy
- 2020 –  Israel Start-Up Nation
- 2021 –  Israel Start-Up Nation
- 2022 –  Israel-Premier Tech